# Коберники (Мазовецьке воєводство)
Коберники (пол. Kobierniki) — село в Польщі, у гміні Стара Біла Плоцького повіту Мазовецького воєводства.
Населення — 233 особи (2011).
У 1975-1998 роках село належало до Плоцького воєводства.

## Демографія
Демографічна структура станом на 31 березня 2011 року:
|          | Загалом | Допрацездатний вік | Працездатний вік | Постпрацездатний вік |
| -------- | ------- | ------------------ | ---------------- | -------------------- |
| Чоловіки | 122     | 27                 | 80               | 15                   |
| Жінки    | 111     | 30                 | 60               | 21                   |
| Разом    | 233     | 57                 | 140              | 36                   |